# Євангелічно-лютеранська церква Мекленбурга
Євангелічно-Лютеранська церква Мекленбурга (ЄЛЦМ) є однією з 22 церков-учасниць Євангелічної церкви Німеччини (ЄЦН). Органи управління розташовані в місті Шверін. Церква налічує 208.532 парафіян (станом на грудень 2006 ), які відвідують 302 церковні громади.
Євангелічно-лютеранська церква Мекленбурга є однією з лютеранських церков всередині Євангелічної церкви Німеччини. ЄЛЦМ є також учасницею Об'єднаної Євангелічно-Лютеранської церкви Німеччини, Товариства Євангелічних церков Європи, Світового лютеранського Союзу. З 1990 р. ЄЛЦМ співпрацює з Євангелічно-Лютеранської церквою Румунії. Єпархіальним храмом ЄЛЦМ є собор міста Шверіна.
Євангелічно-Лютеранська церква Мекленбурга, спільно з Євангелічної церквою Померанії, має євангелічну Академію в місті Росток.
Канонічна територія Євангелічно-лютеранської церкви Мекленбурга охоплює територію колишньої землі Мекленбург, яка після  об'єднання двох вільних держав - Мекленбург-Шверін та Мекленбург-Штреліц, - а також західної частини колишньої пруської провінції Померанія (Передня Померанія), утворює Федеральну землю Мекленбург-Передня Померанія.

## Церковні округи і пробства
Церковними округами керують земельні суперінтенданти, які мають свої штаб-квартири в містах Росток, Вісмар, Гюстров, Пархім і Нойштреліц (церковний округ Штаргард).
Адміністрації церковних округів Євангелічно-Лютеранської церкви Мекленбурга знаходяться в містах Росток, Вісмар, Гюстров і Варен (Мюріц) (церковний округ Гюстров), Пархім і в Нойбранденбург (церковний округ Штаргард).
• Церковний округ Росток: Пробство Бад-Доберан, Пробство Росток-Північний, Пробство Росток-Східний, Пробство Росток-Південний, Пробство Засніц, Пробство Рібніц
• Церковний округ Вісмар: Пробство Буков, Пробство Крівіц, Пробство Гадебуш, Пробство Гревесмюлен, Пробство Шверін-Земля, Пробство Шверін-Місто, Пробство Штернберг, Пробство Вісмар